# Hamazasp III d'Ibèria
Hamazasp IIII o Amazap III d'Ibèria (en georgià: ამაზასპ III, llatinitzat en Amazaspus) fou un rei rebel d'Ibèria entre vers 260 i 265. Aquest rei no és esmentat a les fonts georgianes; pel seu nom devia ser un pretendent al tron, procedent d'una branca de la família reial artàxida. Hauria estat oposat a l'arsàcida Mitridates II d'Ibèria amb el suport del rei sassànida Sapor I de Pèrsia, que ja havia pres el poder a Armènia i on havia eliminat a un membre d'aquesta mateixa dinastia arsàcida. Se sap de l'existència d'aquest rei per una inscripció de Sapor I a Naqsh-e Rostam, prop de Stakhr, antiga Persèpolis i centre sagrat de la dinastia sassànida, on és esmentat com «Amazasp, rei de Kartli» entre la llista dels altres reis vassalls: Ardaxir d'Adiabene, Ardaxir de Carmània, Denak, reina de Mesene i «criatura de Sapor»… i com un dels reis al servei d'aquell país: «els quals es troben sota la nostra autoritat. »